# Hirondelle à ailes blanches
Tachycineta albiventer
Espèce
Statut de conservation UICN

 LC  : Préoccupation mineure
L'Hirondelle à ailes blanches (Tachycineta albiventer) est une espèce américaine de passereau appartenant à la famille des Hirundinidae.

## Description

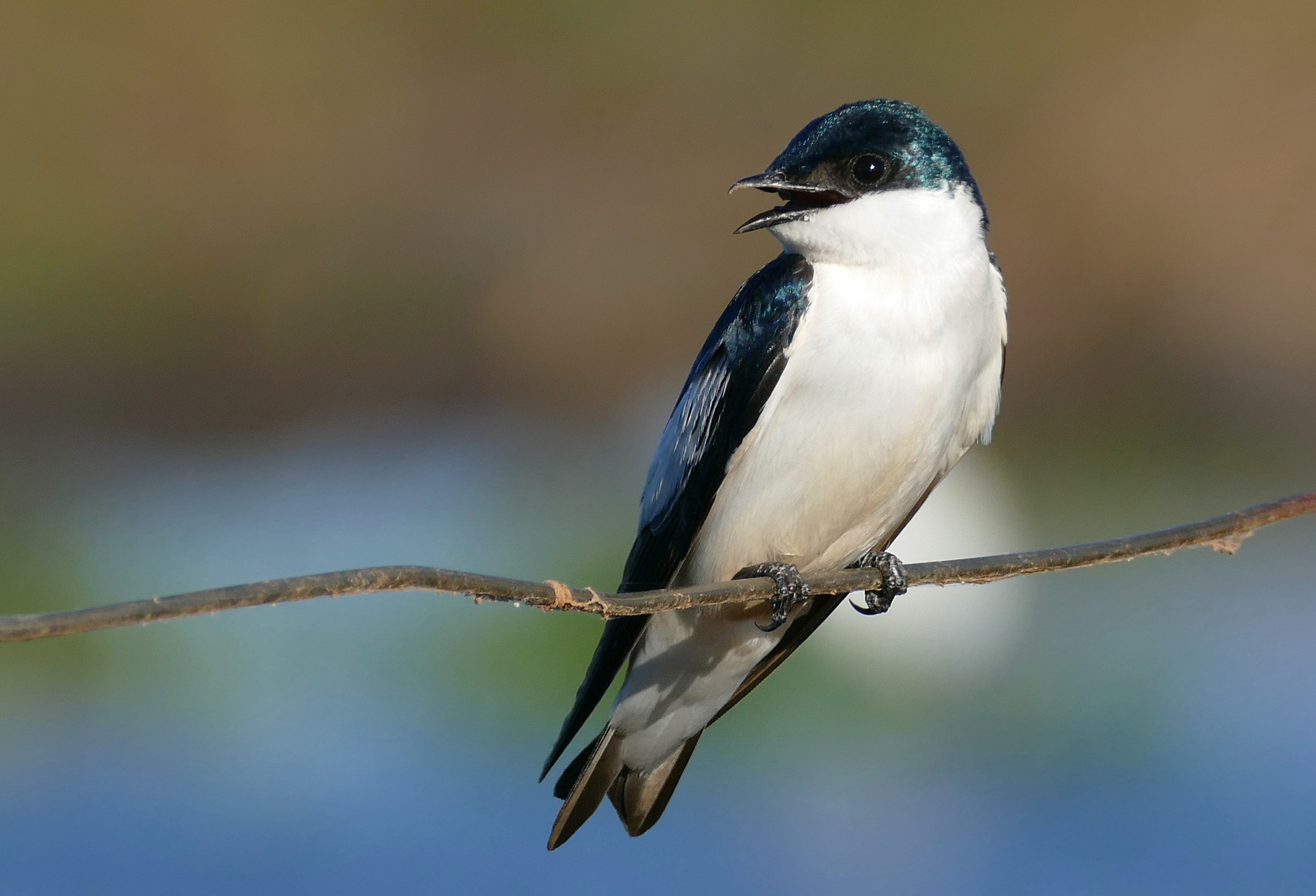
Mato Grosso, Brésil
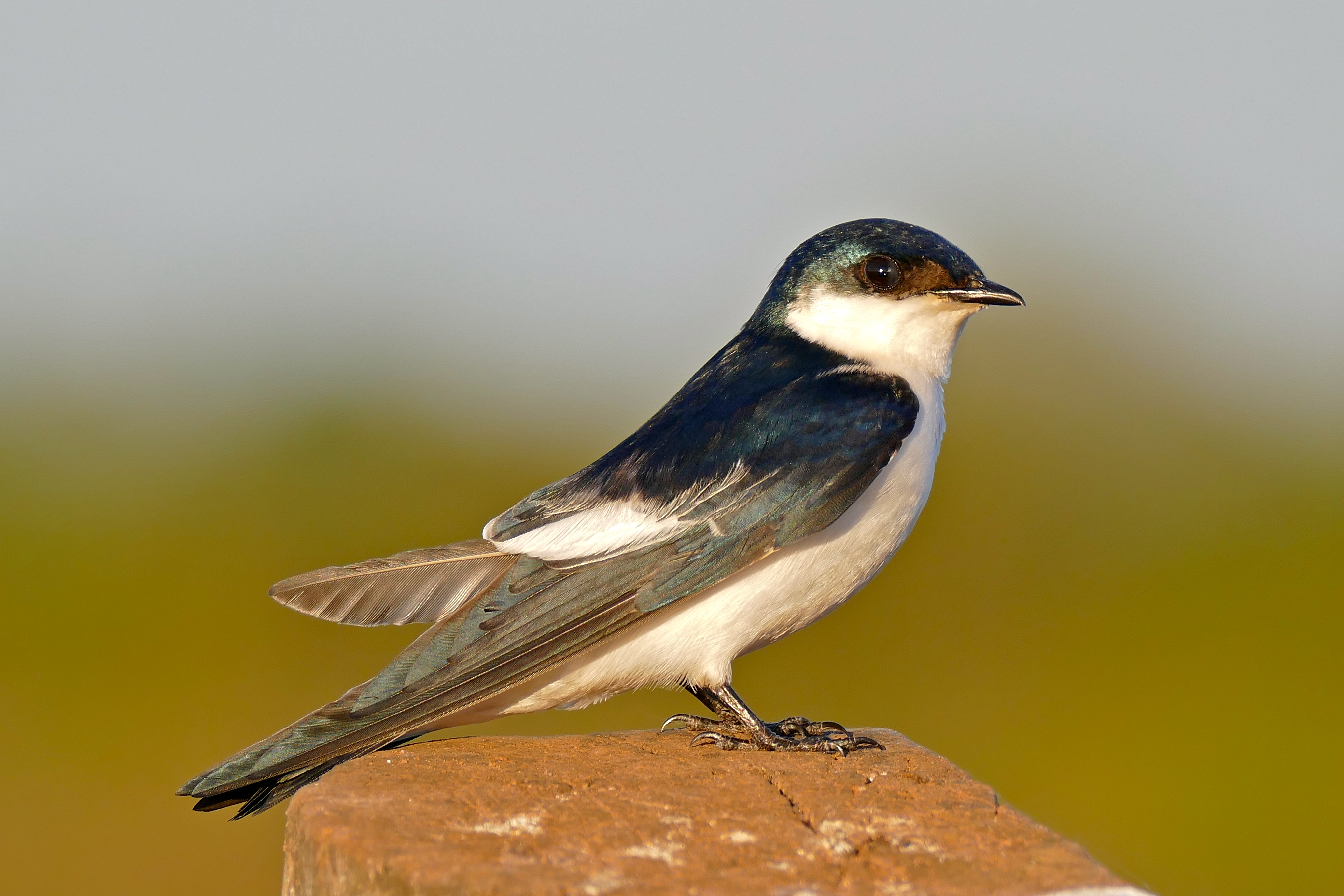
Mato Grosso, Brésil

## Comportement
L'hirondelle à ailes blanches est très silencieuse, sauf près du nid.

## Alimentation
L'hirondelle à ailes blanches se nourrit uniquement de petits insectes volants attrapés en l'air.